# Zodarion sardum
Zodarion sardum är en spindelart som beskrevs av Robert Bosmans 1997. Zodarion sardum ingår i släktet Zodarion och familjen Zodariidae. Inga underarter finns listade i Catalogue of Life.